# I Can See You
I Can See You est une chanson de l'auteure-compositrice-interprète américaine Taylor Swift sortie le 7 juillet 2023. Elle fait partie des six titres inédits ajoutés à Speak Now (Taylor's Version), le ré-enregistrement de son troisième album studio Speak Now.

## Paroles
You brush past me in the hallway
And you don't think I, I, I can see ya, do ya?
I've been watchin' you for ages
And I spend my time tryin' not to feel it/But what would you do if I went to touch you now?
What would you do if they never found us out?
What would you do if we never made a sound?
'Cause I can see you waitin' down the hall from me
And I could see you up against the wall with me
And what would you do, baby, if you only knew?
That I can see you
And we kept everything professional
But something's changed, it's somethin' I, I like
They keep watchful eyes on us
So it's best that we move fast and keep quiet
You won't believe half the things I see inside my head
Wait 'til you see half the things that haven't happened yet
But what would you do if I went to touch you now?
What would you do if they never found us out?
What would you do if we never made a sound?
'Cause I can see you waitin' down the hall from me
And I could see you up against the wall with me
And what would you do, baby, if you only knew?
That I could see you throw your jacket on the floor
I could see you make me want you even more
What would you do, baby, if you only knew?
That I can see you
I could see you in your suit and your necktie
Passed me a note saying, "Meet me tonight"
Then we kiss, and you know I won't ever tell, yeah
And I could see you being my addiction
You can see me as a secret mission
Hide away and I will start behaving myself
I can see you waitin' down the hall from me
And I could see you up against the wall with me
And what would you do, baby, if you only knew?
And I could see you throw your jacket on the floor
I could see you make me want you even more
What would you do, baby, if you only knew?
That I can see you, oh, I can see you
Oh, I see you, I see you, baby
I see you
I see you, I see you, baby
Oh, baby|
Tu m'as frôlé en passant dans le couloir 
Et tu ne penses pas que je peux te voir, n'est-ce pas ?
Je te regarde depuis longtemps 
Et je passe mon temps à essayer de ne pas le ressentir 
Mais qu'est-ce que tu ferais si je venais te toucher maintenant ?
Qu'est-ce que tu ferais s'ils ne nous découvraient jamais ?
Que ferais-tu si on ne faisait jamais un seul bruit ?
Parce que je peux te voir m'attendre dans le couloir 
Et je pourrais te voir plaqué contre le mur avec moi 
Et qu'est-ce que tu ferais ? Chéri, si tu savais seulement 
Que je peux te voir 
Et on est restés professionnels 
Mais quelque chose a changé, quelque chose que j'aime 
Ils ont gardé un œil vigilant sur nous 
Donc il vaut mieux qu'on avance rapidement et silencieusement 
Tu ne croirais pas la moitié des choses que je vois dans ma tête 
Attends de voir la moitié des choses qui ne sont pas arrivées - pour le moment 
Mais qu'est-ce que tu ferais si je venais te toucher maintenant ?
Qu'est-ce que tu ferais s'ils ne nous découvraient jamais ?
Que ferais-tu si on ne faisait jamais un seul bruit ?
Parce que je peux te voir m'attendre dans le couloir 
Et je pourrais te voir plaqué contre le mur avec moi
Et qu'est-ce que tu ferais ? Chéri, si tu savais seulement 
Que je pourrais te voir jeter ta veste au sol
Que je pourrais te voir me donner encore plus envie de toi 
Qu'est-ce que tu ferais ? Chéri, si tu savais seulement 
Que je peux te voir 
Je peux te voir dans ton costume et ta cravate 
Quand tu m'as passé un mot disant «Rejoins-moi ce soir»
Puis on s'est embrassés, et tu sais que je ne le dirais jamais 
Et je pourrais te voir devenir mon addiction 
Tu peux me voir comme une mission secrète 
Cache-toi et je commencerai à bien me tenir 
Parce que je peux te voir m'attendre dans le couloir 
Et je pourrais te voir plaqué contre le mur avec moi
Et qu'est-ce que tu ferais ? Chéri, si tu savais seulement 
Que je pourrais te voir jeter ta veste au sol
Que je pourrais te voir me donner encore plus envie de toi 
Qu'est-ce que tu ferais ? Chéri, si tu savais seulement 
Que je peux te voir

## Clip vidéo
Le clip vidéo de I Can See You est filmé à Liverpool en avril 2023 avec Joey King, Presley Cash (en) et Taylor Lautner. Il est diffusé en avant-première durant le concert de Taylor Swift au Arrowhead Stadium de Kansas City le 7 juillet 2023 dans le cadre de son Eras Tour, en présence des acteurs du clip.

## Classements hebdomadaires
| Classement (2023)              | Meilleure position |
| ------------------------------ | ------------------ |
| Allemagne (GfK Entertainment)  | 7                  |
| Australie (ARIA)               | 5                  |
| Autriche (Ö3 Austria Top 40)   | 58                 |
| Canada (Hot 100)               | 8                  |
| Canada (Digital Songs)         | 19                 |
| Croatie (HRT Airplay)          | 64                 |
| États-Unis (Hot 100)           | 5                  |
| États-Unis (Digital Songs)     | 7                  |
| États-Unis (Streaming Songs)   | 2                  |
| Global 200 (Billboard)         | 4                  |
| Global Excl. US (Billboard)    | 12                 |
| Irlande (Irish Singles Chart)  | 4                  |
| Japon (Billboard Hot Overseas) | 8                  |
| Malaisie (Billboard)           | 22                 |
| Nouvelle-Zélande (RMNZ)        | 4                  |
| Pays-Bas (Single Top 100)      | 87                 |
| Philippines (Billboard)        | 13                 |
| Portugal (AFP)                 | 62                 |
| Royaume-Uni (UK Singles Chart) | 6                  |
| Singapour (RIAS (en))          | 7                  |
| Vietnam (Billboard)            | 29                 |